# 衙前站 (南昌市)
衙前站是一个沪昆线上的铁路车站，位于江西省南昌市进贤县衙前乡，邮政编码为331715，是沪昆铁路进入南昌市的第一个火车站。目前为四等站，不办理客货运业务。
建于1935年，原址位于洲上南侧，设有2条股道。1944年车站在战争期间被日军炸毁，1947年修复。1968年车站增加1条股道。在浙赣铁路复线工程中，车站迁至原址西南2.5公里处:78。